# Tröbesbach
Der Tröbesbach ist ein 11,6 km langer, linker Zufluss der Pfreimd im Landkreis Neustadt an der Waldnaab in der Oberpfalz in Bayern.

## Verlauf
Der Tröbesbach entspringt 400 m nördlich von Pullenried im Taleinschnitt zwischen Bergel im Osten und Maurerbusch im Westen.
Er bildet sich aus zwei Quellbächen, die sich nach 120 m vereinigen.
Der Tröbesbach fließt nach Norden und nimmt auf dem ersten Kilometer seines Laufes weitere ergiebige unbenannte Quellbäche von links und von rechts auf.
Die Quellbäche von links entspringen unter anderem aus den Quellen Scharbrunnen und Goldbrunnen am Osthang des Tännesberger Waldes.
Der Tröbesbach fließt weiter nach Norden.
Er passiert die Hannamühle und die Sägmühle westlich von Gaisheim.
Bei der Sägmühle mündet der Stangenlohbach aus der Stangenlohwiese kommend von rechts in den Tröbesbach.
Dann wendet sich der Tröbesbach nach Westen und erreicht die Wirthsschleif.
Hier mündet der Viertelbach von links, der in der Geißlohe entspringt.
Jetzt nimmt der Tröbesbach eine nordwestliche Richtung.
Er passiert Tröbes und Waltenrieth.
Bei Waltenrieth mündet von rechts der Brandbach und nach 300 m der Eulenbach von links.
Der Tröbesbach fließt weiter nach Nordwesten durch Niederland, Mühlschleif, Burgschleif, Neubau, Kemnitzerschleif, Leinschlag.
1 km nordwestlich von Leinschlag mündet der Tröbesbach an Südrand von Burgtreswitz in die Pfreimd.

## Zuflüsse
Von der Quelle zur Mündung:
- von rechts der 1,09 km lange Stangenlohbach, der in der Stangenlohwiese entspringt
- von links der 2,38 km lange Viertelbach, der am Nordhang des Hohen Rainstein in der Kohlstatt entspringt
- von rechts der 2,57 km lange Brandbach, der in der Pointwiese entspringt
- von links der 2,35 km lange Eulenbach, der im Hasenholz entspringt

## Geschichte
Im 13. Jahrhundert gab es in Waltenrieth am Tröbesbach einen Eisenhammer, der im Dreißigjährigen Krieg 1621 im durch die Mansfelder Truppen zerstört wurde.
Im Mittelalter wurde am Tröbesbach Gold gefördert.
Im 18. Jahrhundert entstanden am Tröbesbach Glasschleifen und Polierwerke.